# Acete (pirata)
Acete (in greco antico: Ἀκοίτης?) era uno dei giovani pirati che rapirono il dio Dioniso in tenera età, ignari della sua identità (il mito è narrato anche da Ovidio nelle Metamorfosi).

## Mito
Acete si affezionò al piccolo ostaggio, al punto che lo difese dalle violenze dei suoi complici. Avendo attirato quindi su di sé le loro ire, fu salvato dallo stesso Dioniso, apparso in tutta la sua potenza circondato da fiere e che suscitò un tale panico nei suoi compagni da farli saltare in mare. Acete pregò Dioniso di salvare loro la vita ed il dio li trasformò in delfini.
Dopo aver subìto questa metamorfosi essi si pentirono del male arrecato e dedicarono il resto della loro vita a portare in salvo coloro che cadevano in acqua.
Le fonti ci hanno tramandato i nomi di alcuni compagni di Acete: quelli più ricorrenti sono Simone, Mela, Licabante, Libide ed Etalide.
In seguito Acete divenne sacerdote del dio e per questo motivo fu imprigionato da Penteo, venendo poi liberato da Dioniso.